# Tùy biến đại chúng

## Khái niệm
Tùy biến đại chúng (Tiếng Anh: mass customization) một quy trình cung cấp hàng hóa  và dịch vụ thị trường rộng lớn đáp ứng từng nhu cầu cụ thể của khách hàng. Bằng sự kết hợp giữa sự cá nhân hóa và tính linh hoạt của quá trình sản xuất, sản phẩm áp dụng tùy biến đại chúng sẽ được đưa vào sản xuất hàng loạt với mức chi phí đơn vị  thấp hơn so với việc cá nhân hóa cá thể. Vì vậy, doanh nghiệp sẽ nhắm mục tiêu vào một nhóm người đại chúng thay vì nhắm vào một khách hàng duy nhất.
Với tùy biến đại chúng, khách hàng có thể tự thiết kế sản phẩm mà họ muốn nhận trong tương lai. Đó là sản phẩm có những tính năng mới, phù hợp với nhu cầu và mong muốn cụ thể của họ , nhưng vẫn giữ được mức chi phí gần bằng với sản phẩm được sản xuất hàng loạt. Một số trường hợp, những cấu tạo sản phẩm trở thành một mô đun linh hoạt, qua đó khách hàng có thể kết hợp nhiều lựa chọn để tạo ra sản phẩm cuối cùng. Khách hàng có thể trở thành một nhà tiêu dùng (prosumer)  hoặc một người đồng thiết kế.

## Phân loại

### Tùy biến hợp tác
Đặc điểm: Khách hàng cảm thấy những sản phẩm sẵn có gây khó khăn cho việc sử dụng của họ bởi vì nó không thật sự vừa vặn về kích thước, chức năng,... Doanh nghiệp thực hiện tiếp thị đàm thoại bằng cách tiến hành trao đổi trực tiếp với từng khách hàng để hiểu rõ nhu cầu của họ, xác định việc cung cấp chính xác theo các nhu cầu đó và tạo ra các sản phẩm tương ứng. Tùy chỉnh này cho phép khách hàng tham gia vào giai đoạn thiết kế sản phẩm.
Tùy biến hợp tác cho phép doanh nghiệp giảm thiểu chi phí kho vận bằng cách như không dự trữ thành phẩm, mà chỉ dự trữ nguyên vật liệu hoặc các bộ phận cấu thành.
Ứng dụng: Khi khách hàng không có khả năng tự giải quyết. Họ không thể dễ dàng nói rõ những gì họ muốn, cảm thấy khó chịu khi buộc phải chọn từ rất nhiều những thứ có sẵn và cố gắng chấp nhận một số yếu tố không cần thiết của sản phẩm lên mục đích sử dụng của họ. Hầu hết các tùy biến hợp tác tập trung vào lĩnh vực thiết kế, thường trong các ngành công nghiệp như may mặc, mắt kính, cửa sổ, dịch vụ tin tức và thiết bị công nghiệp, giày da.
Ví dụ: Custom Foot cho phép khách hàng xác định kiểu dáng giày mà họ mong muốn, nhân viên sẽ hướng dẫn, tư vấn họ về các thông số phù hợp cho mỗi chân, sau đó mới tiến hành sản xuất giày. Mô hình này được áp dụng nhiều ở Ý. Ở Việt Nam cũng có một vài cửa hàng áp dụng mô hình này như Vitamin Sneaker, The Social Foot Việt Nam, KQ Custom.

### Tùy biến thích ứng
Đặc điểm: Các tùy biến thích ứng tạo ra các hàng hóa hoặc dịch vụ tiêu chuẩn có thể dễ dàng được điều chỉnh, sửa đổi hoặc cấu hình lại để phù hợp với từng nhu cầu của khách hàng mà không có bất kỳ tương tác trực tiếp nào với doanh nghiệp. Mỗi khách hàng độc lập nhận được giá trị riêng cho mình từ sản phẩm vì doanh nghiệp đã thiết kế nhiều hoán vị thành một tiêu chuẩn, nhưng có thể tùy chỉnh. Công nghệ cho phép mỗi người dùng điều chỉnh sản phẩm, như bảng điều khiển và bộ vi xử lý, cũng có thể tự động điều chỉnh sản phẩm cho từng khách hàng. Hầu hết các trường hợp, các tùy biến thích ứng chuyển cho khách hàng quyền thiết kế, sản xuất và cung cấp hàng hóa hoặc dịch vụ cuối cùng.
Ứng dụng: Ngành công nghiệp dao cạo râu, máy giặt và các ứng dụng phần mềm,... Tùy biến hợp tác là cách tiếp cận phù hợp khi mỗi khách hàng phải lựa chọn từ một số lượng lớn các yếu tố hoặc thành phần để có được chức năng hoặc thiết kế mong muốn. Nhưng khi các kết hợp có thể có thể được tích hợp vào sản phẩm, tùy biến thích ứng sẽ trở thành một lựa chọn thay thế đầy hứa hẹn để thực hiện hiệu quả nhiều tùy chọn khác nhau cho mỗi khách hàng. Tùy biến thích ứng cũng rất hữu ích cho các doanh nghiệp kinh doanh trực tuyến.
Ví dụ: Lutron sẽ phục vụ các khách hàng khác nhau, họ cung cấp các căn phòng với hình dạng khác nhau, trang trí, vị trí cửa sổ khác nhau,... Tại các ki-ốt điện tử, khách hàng tự sản xuất nhãn, danh thiếp, thiệp chúc mừng và các tài liệu in tại chỗ.

### Tùy biến thẩm mỹ
Đặc điểm: Áp dụng khi sản phẩm tiêu chuẩn của doanh nghiệp làm hài lòng hầu hết mọi khách hàng và chỉ có hình thức sản phẩm mới cần được tùy chỉnh. Doanh nghiệp hiểu được rằng mỗi khách hàng ấn tượng với một cách trưng bày, trang trí sản phẩm khác nhau. Trong một số trường hợp, các doanh nghiệp có thể dễ dàng điều chỉnh quy trình của họ dựa vào thông tin thu thập được từ khách hàng. Thông qua nghiên cứu trải nghiệm người dùng, doanh nghiệp có thể điều chỉnh kích thước, bao bì, cách đóng gói,... để phù hợp với đa dạng người sử dụng.
Ứng dụng: Tùy chỉnh thẩm mỹ có thể coi là dễ theo đuổi, nhưng không có nghĩa là mọi doanh nghiệp đều thực hiện nó một cách hiệu quả. Loại tùy biến này rất thích hợp với các doanh nghiệp bán lẻ như quần áo, túi xách.
Ví dụ: sự ra đời của quần áo oversize (kích cỡ lớn), sự đa dạng hình thức của kem chống nắng từ dạng cơ bản (dạng kem) sang dạng xịt.

### Tùy biến minh bạch
Đặc điểm: Đáp ứng nhu cầu của khách hàng cá nhân theo cách không thể hiểu được, thay đổi sản phẩm cho họ nhưng theo cách mà họ thậm chí không biết rằng sản phẩm đã được tùy chỉnh. Khi thực hiện tùy biến minh bạch, doanh nghiệp đã quan sát các hành vi khách hàng theo thời gian, nghiên cứu trải nghiệm khách hàng, tìm kiếm các sở thích có thể dự đoán được nhưng để làm tốt điều này sẽ khá mất thời gian. Các doanh nghiệp thích hợp cho việc tùy chỉnh minh bạch là những doanh nghiệp mà khách hàng không muốn bị làm phiền với sự cộng tác trực tiếp.
Ứng dụng: Đây là loại tùy chỉnh mới, rất khó để áp dụng vì doanh nghiệp cần nhiều thời gian và nỗ lực để nghiên cứu hành vi của khách hàng.
Ví dụ: Có thể gặp ở một số hãng dược mỹ phẩm như Timeless, La Roche Posay, The Ordinary, Eucerin,... Họ nghiên cứu hành vi của người tiêu dùng các sản phẩm của họ, trên cơ sở đó ra mắt những dòng sản phẩm mới.

## Ứng dụng tùy biến đại chúng
Tùy biến đại chúng có thể áp dụng đa ngành, đa lĩnh vực, đặc biệt là trong ngành bán lẻ. Một phần mềm sáng tạo cho phép người dùng cuối cùng tùy ý thêm hoặc bớt các tính năng dựa trên chức năng cụ thể của sản phẩm cốt lõi. Trong lĩnh vực dịch vụ tài chính cũng có thể áp dụng thông qua sự tăng trưởng của các doanh nghiệp tư vấn độc lập, chỉ thu phí. Các cố vấn tài chính độc lập chỉ thu phí cho phép khách hàng của họ tùy chỉnh việc nắm giữ danh mục đầu tư  để phù hợp với các tình huống độc nhất của họ. Người tiêu dùng có thể chọn các sản phẩm phù hợp với khả năng chịu rủi ro đầu tư, thời gian đầu tư, phong cách đầu tư và các mục tiêu trong tương lai.
Các doanh nghiệp theo đổi tiếp thị kỹ thuật số và chuyển đổi số sẽ có nhiều cơ hội để ứng dụng tùy biến đại chúng.
- Dell là một trong những doanh nghiệp thành công với tùy biến đại chúng. Thay vì tập trung vào sản xuất hàng loạt, Dell để khách hàng trở thành người trực tiếp tham gia vào quá trình sản xuất. Khách hàng có thể lựa chọn các thành phần, thiết bị đi kèm với máy tính. Nhờ chiến lược này, doanh thu đạt được gấp 3.4 lần so với chiến lược trước đó.
- Coca-Cola cũng ứng dụng thành công công cụ này ở chiến dịch in tên lên vỏ chai. Khách hàng của Coca-Cola sẽ không khó để tìm được chai nước được in tên của họ. Việc cá thể hóa theo số đông này không dẫn đến việc tăng chi phí sản xuất quá nhiều.[11]
- Nike[12], PUMA đều thiết lập website mà tại đó khách hàng có thể tự thiết kế mẫu giày, quần áo theo ý mình. Việc tạo website để thực hiện chiến lược tùy biến đại chúng là một ứng dụng tuyệt vời khi theo đuổi tiếp thị kỹ thuật số.
- Tập đoàn LEGO đã ứng dụng thành công công cụ này với nền tảng cộng đồng trực tuyến LEGO Ideas[13]. Tại đây, người hâm mộ có thể tự tạo nên những dự án đồ chơi xếp hình theo ý tưởng cá nhân, và khi có đủ 10.000 người ủng hộ thì dự án sẽ được chuyển tới tay những người đứng đầu tập đoàn để xét duyệt tính khả thi và phát triển thành một dòng sản phẩm đồ chơi bán ra thị trường.

## Cơ hội và thách thức khi thực hiện tùy biến đại chúng

### Cơ hội
- Sự hài lòng của khách hàng: Tối đa các tiện ích cung cấp cho mỗi khách hàng cá nhân bằng cách lược bỏ một vài tính năng không liên quan. Đạt được sự chính xác về thời gian cam kết giao hàng, báo giá và đảm bảo đáp ứng đúng yêu cầu của khách hàng. Từ đó xây dựng lòng trung thành.[14]
- Giá trị kinh doanh: Sản phẩm ra đời để đáp ứng nhu cầu khách hàng duy nhất. Giúp khách hàng này ứng dụng được tối đa sản phẩm vào hoạt động của riêng mình.
- Cải tiến và phát triển: Các kỹ sư có thể tập trung vào nghiên cứu phát triển sản phẩm mới, lập các dự án R&D, mở rộng danh mục bằng cách tạo ra nhiều tùy chọn mới. Nó cũng giúp cải thiện mối quan hệ giữa khách hàng với doanh nghiệp, góp phần thúc đẩy sự hợp tác lâu dài, đổi mới.
- Tiết kiệm chi phí kho vận, giảm rủi ro về hàng tồn kho, lỗi thời.
- Đội ngũ nhân viên được thể hiện sự sáng tạo, đổi mới liên tục.

### Thách thức
Các nhà sản xuất hiện nay vẫn phải đối mặt với vấn đề khó khăn: làm thế nào để đảm bảo duy trì hiệu quả của mô hình sản xuất hàng loạt mà vẫn đảm bảo đáp ứng nhu cầu của khách hàng khi cung cấp sản phẩm có tính tùy biến cao. Đến nay, vẫn chưa có một khuôn mẫu chính xác nào về việc doanh nghiệp nên chọn phương pháp tùy biến đại chúng nào.
- Một số phương pháp tùy biến buộc doanh nghiệp phải chấp nhận rằng khách hàng sẽ cùng họ tham gia trực tiếp vào quá trình sản xuất.
- Doanh nghiệp cần trang bị đội ngũ thiết kế, kỹ thuật, chuyên viên chuyên môn cao; bố trí hệ thống máy móc, công nghệ sản xuất linh hoạt.
- Tồn kho nhiều và đa dạng các loại nguyên vật liệu.[6]
- Việc lên kế hoạch cho quy trình sản xuất có tùy biến cần sự cẩn thận và chính xác vì bản chất phức tạp của sản phẩm. Để đáp ứng theo đúng yêu cầu mà khách hàng đưa ra, doanh nghiệp phải chấp nhận một hoặc nhiều sửa đổi.
- Khó khăn dự đoán, kiểm soát chi phí của toàn bộ quá trình sản xuất. Làm sao để sản phẩm tùy biến đó được đưa đến tay người tiêu dùng; trong đó sự chênh lệch chi phí đơn vị không là quá lớn, và lợi nhuận mang lại hoặc là tốt hơn so với sản xuất đại trà, hoặc là lấp đầy được sự chênh lệch chi phí đó.
- Không thể tránh khỏi sự nhầm lẫn, ý kiến trái chiều giữa doanh nghiệp và khách hàng.

## Tùy biến đại chúng trong thị trườngB2B[15]

### Thiết kế theođơn đặt hàng- Mô hình ETO (Engineer to Order)

#### Định nghĩa
Là quy trình sản xuất trong đó sản phẩm chỉ được thiết kế, chế tạo và hoàn thiện sau khi doanh nghiệp sản xuất nhận được đơn đặt hàng. Sản phẩm được thiết kế theo đơn đặt hàng (PO) nhận được để đáp ứng các thông số kỹ thuật mà khách hàng mong muốn.
Đại diện khách hàng cùng tham gia vào đội ngũ sản xuất trong suốt quá trình chế tạo sản phẩm, để đảm bảo rằng mọi thông số kỹ thuật trên đơn đặt hàng đều được đáp ứng đúng.

#### Quy trình thực hiện mô hình ETO hiệu quả
Bước 1:  Thiết lập quy trình đánh số các bộ phận cố định
Bước 2: Xây dựng một quy trình thiết kế cơ bản cho sản phẩm
Bước 3: Lập danh mục phù hợp cho từng mặt hàng, phụ tùng, lắp ráp, được sử dụng để sản xuất sản phẩm
Bước 4: Quản lý các thay đổi kĩ thuật, lắp ráp, chế tạo.

#### Ứng dụng
Mô hình ETO thường được sử dụng khi chế tạo các sản phẩm rất phức tạp hoặc mang tính chuyên dụng cao, ví dụ như cơ khí, điện, điện tử, phần mềm, kỹ thuật hệ thống,... Đặc biệt, ETO rất phổ biến trong ngành hàng không vũ trụ, năng lượng, công nghiệp quốc phòng hay trong một số công việc cụ thể như công trình xây dựng, nội thất, cầu đường.
Một số doanh nghiệp cung cấp mô hình này như BEL, Rafale, BHEL,... họ thường nhận đơn đặt hàng đặc biệt từ chính phủ, bộ quốc phòng.

### Sản xuất theođơn đặt hàng- Mô hình MTO (Make To Order)

#### Định nghĩa
Một sản phẩm có sẵn thiết kế cơ bản, sau đó khi nhận được đơn đặt hàng, quy trình sản xuất có thể bổ sung một hoặc một số chi tiết đặc trưng theo yêu cầu của khách hàng lớn khi mua với số lượng lớn. Đa số sản phẩm khi áp dụng mô hình này đều có giá trị cao, thời gian sản xuất dài hơn, theo thời gian sản phẩm có thể bị lỗi thời. Mô hình này còn có tên gọi khác là BTO (Build To Order).
Ưu điểm chính của mô hình MTO  là khả năng cung cấp cho khách hàng thông số kỹ thuật sản phẩm chính xác, giảm chiết khấu bán hàng tốn kém và quản lí hàng tồn kho tốt, cũng như giảm rủi ro sản phẩm lỗi thời.
Tuy nhiên cũng có một số nhược điểm. Sự biến động liên tục nhu cầu thị trường dẫn đến việc giảm công suất sản xuất. Do đó, để đảm bảo sử dụng hiệu quả các nguồn lực sản xuất, mô hình MTO nên được kết hợp với quản lý nhu cầu chủ động.

#### Ứng dụng
Sách chuyên ngành, sách dùng trong nội bộ doanh nghiệp, sản phẩm có cấu hình cao, chẳng hạn như ô tô, máy chủ máy tính hoặc cho các sản phẩm có hàng tồn kho rất giá trị như máy bay, tàu biển.

### Mô hình lắp ráp theo đơn đặt hàng - ATO (Assemble To Order)

#### Định nghĩa
Đây là mô hình cho phép doanh nghiệp sản xuất linh kiện, phụ kiện trước, và chỉ tiến hàng lắp ráp sau khi có đơn đặt hàng theo yêu cầu cụ thể của khách hàng đó. Điều này giúp doanh nghiệp tiết kiệm được các chi phí về lưu trữ, vận chuyển kho.

#### Ứng dụng
Sản xuất máy tính, đồ nội thất, xe hơi,...

### Mô hình sản xuất để dự trữ - MTS (Make To Stock)

#### Định nghĩa
Doanh nghiệp sử dụng mô hình này khi muốn dự trữ hàng hóa cho những dịp đặc biệt, đối với những hàng tiêu dùng nhanh hoặc những mặt hàng có nhu cầu tăng đột biến. Doanh nghiệp sản xuất sẵn một số lượng lớn và tiến hành lưu kho, khi có đơn đặt hàng, hệ thống phân phối sẽ thực hiện nhiệm vụ đem sản phẩm đến nơi đặt hàng.
Mô hình này được nhiều doanh nghiệp Việt Nam sử dụng, tuy nhiên không phải là mô hình phù hợp để kết hợp tùy biến đại chúng.

#### Ứng dụng
Nhìn chung, các sản phẩm theo mô hình này thường là sản phẩm thuộc nhu cầu thiết yếu trong cuộc sống, có giá bán trung bình đến rẻ, ví dụ như sữa tắm, kem đánh răng, mì gói, sữa,...

### Mô hình cấu hình để đặt hàng - CTO (Configure To Order)

#### Định nghĩa
Người dùng xác định các yêu cầu về cấu tạo hoặc cấu hình trong thành phần của sản phẩm tại thời điểm đặt hàng. Nhà sản xuất sẽ tự động xây dựng sản phẩm theo yếu cầu đó ngay sau khi nhận được đơn đặt hàng. CTO là mô hình lai, là sự kết hợp giữa MTS và ETO.

#### Ứng dụng
Mô hình lai này phù hợp nhất trong tình huống mà thời gian lắp ráp sản phẩm cuối cùng là không đáng kể, trong khi thời gian sản xuất, bổ sung cho mỗi bộ phần cấu thành sản là đáng kể hơn nhiều. Trong ngành sản xuất máy tính cá nhân (PC), nhà sản xuất giữ hàng tồn kho ở cấp độ bộ phận cấu tạo sản phẩm. Mặt khác, hoãn việc lắp ráp thành phẩm cho đến khi có đơn đặt hàng giúp doanh nghiệp cung cấp mức độ linh hoạt cao về sự đa dạng của sản phẩm.

## Mô hình sơ bộ điển hình của năng lực tùy biến đại chúng[16]

### Thiết kế sản phẩm hướng đến khách hàng
Thiết kế sản phẩm định hướng đến khách hàng có thể được thực hiện bằng cách hợp tác với khách hàng trong quá trình tạo ra sản phẩm. Bởi vì khách hàng có thể chỉ ra nhu cầu sản phẩm cá nhân của họ tốt hơn so với các chuyên gia tiếp thị hoặc chuyên gia kỹ thuật. Các doanh nghiệp nên lắng nghe ý kiến của họ khi thiết kế các sản phẩm tùy biến đại chúng vì điều này có liên quan chặt chẽ đến khả năng tích hợp của khách hàng. Khách hàng có thể trở thành một prosumer và hoạt động này có thể được xem như đồng sáng tạo.

### Thiết kế sản phẩm theo định hướng thị trường
Ngoài việc dựa trên mong muốn của khách hàng, việc thiết kế các sản phẩm tùy biến đại chúng nên dựa trên các yếu tố nhu cầu cụ thể như tính thời vụ và lợi ích đem đến cho khách hàng theo khu vực.
Một phương pháp khả thi để liên kết các yếu tố thị trường, thiết kế và quy trình là chỉ số tùy biến được phát triển bởi Fogliatto. Chỉ số này xem xét các yêu cầu và tiện ích của khách hàng. Chỉ số này cũng cho phép tính toán tình khả thi của việc tùy biến đại chúng dựa trên hai biến số: khả năng cung cấp của nhà cung cấp và tính linh hoạt trong sản xuất.

### Việc sử dụng mô-đun sản phẩm
Việc kết hợp được khái niệm mô-đun sản phẩm trong việc thiết kế cấu trúc sản phẩm được coi là chìa khóa trong tùy biến đại chúng.

### Thử nghiệm biến thể sản phẩm
Các thử nghiệm biến thể sản phẩm góp phần hoàn thiện sản phẩm. Thế nhưng ngoài lợi ích này, việc thử nghiệm sẽ gây ra nhiều tốn kém bởi vì chủ yếu nó được thực hiện để chứng minh mức độ chắc chắn (khả năng có thể tiến hành sản xuất thực) của sản phẩm trong vòng đời của nó. Để giảm thiểu chi phí cộng thêm, nhà sản xuất có thể tính toán độ chắc chắn từng phần hoặc các bộ phận cấu thành nên sản phẩm thay vì tính toán khả năng của toàn bộ sản phẩm.

### Bổ sung sản phẩm
Luôn luôn tồn tại một sự không ăn khớp giữa việc cung cấp sản phẩm có chủ ý và cung cấp sản phẩm nổi bật khác biệt. Để tránh sự thiếu ăn khớp đó doanh nghiệp có thể tiến hành bổ sung sản phẩm liên tục hoặc tiến hành mở rộng khả năng cung cấp sản phẩm.

### Tích hợp khách hàng
Tích hợp khách hàng là yếu tố quyết định chính và là một năng lực quan trọng để thực hiện tùy biến đại chúng. Dựa trên nghiên cứu của một số chuyên gia, họ cho rằng nên xem xét tích hợp khách hàng ở tất cả các giai đoạn của chuỗi giá trị tùy biến đại chúng và tính toán mức độ chi phối để đưa ra các tùy chỉnh phù hợp.

### Áp dụng hệ thống cấu hình sản phẩm
Một năng lực quan trọng khác để tùy biến đại chúng là ứng dụng hệ thống cấu hình sản phẩm. Dựa trên điều này để tích hợp với các nhân tố khác nhằm hoàn thiện sản phẩm tốt hơn.

### Sự quản lý một quy trình mua theo định hướng khách hàng
Các nghiên cứu từ nhiều chuyên gia cho thấy rằng các nhà làm tùy biến đại chúng thường kết hợp giữa việc mua tự nhiên và mua kết hợp nhằm hỗ trợ khách hàng khi họ mua sắm các sản phẩm tùy biến đại chúng. Thông thường khách hàng không thích chọn lựa mà họ muốn những gì họ cần. Và để thực hiện mục đích đó, các quy trình mua hàng phải bao gồm cả việc để khách hàng nói lên mong muốn cá nhân của họ. Việc quản lý quy trình mua hàng theo định hướng khách hàng phải xem xét cả vấn đề tạo ra trải nghiệm sắm cho mỗi khách hàng cá nhân.

### Quản lý quan hệ khách hàng dành cho tùy biến đại chúng
tùy biến đại chúng làm tăng sự chú ý đặc biệt đến các hệ thống quản trị quan hệ khách hàng (CRM), chủ yếu để đảm bảo rằng tất cả các hoạt động truyền thông đều hướng về phía khách hàng. Các hệ thống CRM giúp doanh nghiệp tổng hợp và lưu trữ dữ liệu liên quan đến khách hàng và đưa ra các thông tin hữu ích như mong muốn và hành vi cá nhân của khách hàng. Các doanh nghiệp tùy biến đại chúng dễ dàng truy cập dữ liệu khách hàng hơn so với trường hợp sản xuất hàng loạt, nhưng mặt khác, khách hàng của các sản phẩm tùy chỉnh cũng mong muốn được cá nhân hóa vấn đề giao tiếp khách hàng nhiều hơn. Một nghiên cứu thực nghiệm về ngành công nghiệp máy móc của Đức đã đưa ra kết luận rằng khả năng sử dụng dữ liệu khách hàng để tăng hiệu quả hoạt động không được sử dụng ở mức độ cao. Vì vậy cần có các hệ thống và phương pháp CRM tốt hơn. CRM là một công cụ quan trọng đối với tùy biến đại chúng.

### Thương hiệu mạnh của tùy biến đại chúng
Do tính cá nhân hóa và giảm tiêu chuẩn hóa sản phẩm, khách hàng ít có khả năng tương thích với sản phẩm, nhưng các thương hiệu sẽ giúp thúc đẩy sự thiếu hụt các tùy biến đại chúng này. Đây là lí do cho thấy vì sao các chiến lược tùy biến đại chúng muốn thành công thì nên dựa vào một thương hiệu mạnh để truyền đạt tính cá nhân của sản phẩm.
Trước khi tiến hành tùy biến đại chúng, các doanh nghiệp đã có một thương hiệu mạnh phải đưa ra quyết định quan trọng về việc xây dựng thương hiệu. Điều này phải được thực hiện là do còn tồn tại một rủi ro tiềm tàng khác đối với doanh nghiệp cung cấp các sản phẩm tùy biến, đó là mất hình ảnh thương hiệu.

### Quản lý sản xuất hàng loạt và sản xuất cá nhân
Việc quản lý sản xuất hàng loạt và sản xuất cá nhân đòi hỏi phải tách tổ chức sản xuất hàng loạt ra các bước sản xuất riêng lẻ. Bằng cách hiện thực hóa thiết kế quy trình sản xuất này, doanh nghiệp có thể khai thác tính chất kinh tế theo quy mô cho các bộ phận sản xuất hàng loạt và các bước sản xuất cụ thể có thể được tích hợp trong một dây chuyền sản xuất hàng loạt hiện có.

### Lập kế hoạch tập trung sản xuất và hậu cần
Kế hoạch tập trung sản xuất và hậu cần một quy trình mà trong đó việc lập kế hoạch, giám sát tất cả các quy trình sản xuất và hậu cần được thực hiện tập trung. Trong bối cảnh này, các nhà cung cấp và các đối tác chuỗi giá trị bên ngoài khác cũng nên được tích hợp vào các hoạt động lập kế hoạch.

### Các tài liệu hỗ trợ và công nghệ thông tin
Các quy trình tùy biến đại chúng cần được ghi lại và hỗ trợ đầy đủ bởi các hệ thống công nghệ thông tin.

### Quản lý tài nguyên hệ thống công nghệ thông tin nội bộ
Quản lý tài nguyên hệ thống công nghệ thông tin nội bộ rất quan trọng đối với các doanh nghiệp bởi vì việc thiếu hụt năng lực công nghệ thông tin bên ngoài để tùy biến đại chúng.

### Quản lý biến thể sản phẩm
Trong bối cảnh độ phức tạp của các hoạt động tùy biến đại chúng ngày càng cao hơn so với các doanh nghiệp sản xuất hàng loạt hoặc sản xuất thủ công, việc quản lý biến thể ngày càng quan trọng hơn. Quản lý biến thể là tập trung trả lời cho câu hỏi: Quản lý biến thể nên giảm độ phức tạp bên trong như thế nào? Nó cũng phải xem xét sự đa dạng bên ngoài cho khách hàng.

### Quản lý tổ chức và quy trình linh hoạt
Việc quản lý tổ chức và quy trình một cách linh hoạt cũng là một phương pháp để thực hiện tùy biến đại chúng. Các doanh nghiệp tùy biến đại chúng nên thiết kế một tổ chức linh hoạt và các quy trình tiêu chuẩn linh hoạt nhất có thể.

### Thay đổi cách thức quản trị
Thay đổi cách thức quản trị để tùy biến đại chúng là một chủ đề quan trọng được thảo luận trong các cuộc họp nghiên cứu công nghiệp. Hầu hết các nhà quản trị đều cho rằng các quy trình thay đổi tổ chức từ sản xuất hàng loạt sang tùy chỉnh hàng loạt phải được quản lý cẩn thận và cả nhà cung cấp và nhà bán lẻ phải được tích hợp trong quy trình quản lý thay đổi.

### Tuyển dụng và đào tạo nhân viên
Vấn đề này rất quan trọng bởi vì các hoạt động tùy biến đại chúng đòi hỏi tư tưởng của nhân viên phải mới mẻ và có một lượng kiến thức chuyên môn đặc biệt. Việc đào tạo nhân viên cũng trở nên quan trọng. Ở đây, quản trị nguồn nhân lực phải tập trung vào việc đào tạo thái độ liên quan và truyền đạt kiến thức cho sự phát triển của nhân viên.

## Khách hàng trong tùy biến đại chúng
Ý tưởng tích hợp người dùng vào quy trình thiết kế và sản xuất là một chiến lược đầy hứa hẹn cho các doanh nghiệp khi bị buộc phải đưa đối sách với việc cá nhân hóa nhu cầu người dùng ngày càng tăng. Việc sử dụng các ứng dụng kinh doanh điện tử đã được xem như một cách tiếp cận tùy biến đại chúng trong hơn một thập kỷ. Đã có nhiều tài liệu về các hệ thống sản xuất và thông tin để tùy biến đại chúng. Tuy nhiên, có rất ít nghiên cứu xem xét vai trò của khách hàng trong quy trình đồng thiết kế. Khách hàng phải đối mặt với những bất ổn và rủi ro mới (gọi là nhầm lẫn hàng loạt) khi đóng vai trò là nhà đồng thiết kế. Dưới đây là những rủi ro có thể xảy ra trong quá trình tương tác giữa khách hàng và nhà cung cấp về vấn đề nhầm lẫn hàng loạt.